# Літературно-мистецька премія імені Івана Нечуя-Левицького

Іван Семенович Нечуй-Левицький (1870)

Літературно-мистецька премія імені Івана Нечуй-Левицького — нагорода за високохудожнє оригінальне втілення українського національного характеру в творах літератури та мистецтва

## Історія заснування
Премію імені видатного українського письменника, фольклориста й етнографа Івана Нечуй-Левицького було засновано Українським фондом культури (керівник — поет Борис Олійник) та київським Українським Домом (керівник на той час — Лариса Хоролець) у 1993 році з метою «пошанування і заохочення творчої спільноти до нових плідних пошуків у розробці національно-історичної проблематики».

## Представлення робіт на премію
Лауреатами премії можуть стати творчі працівники в галузі літератури та мистецтва, окремі творчі колективи, що представляють цілісну творчу роботу, чи їхні керівники.

## Присудження премії
Присудження премії приурочується щорічно до дня народження Івана Семеновича Нечуй-Левицького (25 листопада).

Достойників на нагороду визначає Конкурсна комісія, утворена з найбільш відомих і авторитетних діячів культури і мистецтва України.

Нагороду можуть одержувати не тільки громадяни України.

Кількість осіб, відзначених премією із року в рік може змінюватись.

## Лауреати премії

Павло Глазовий

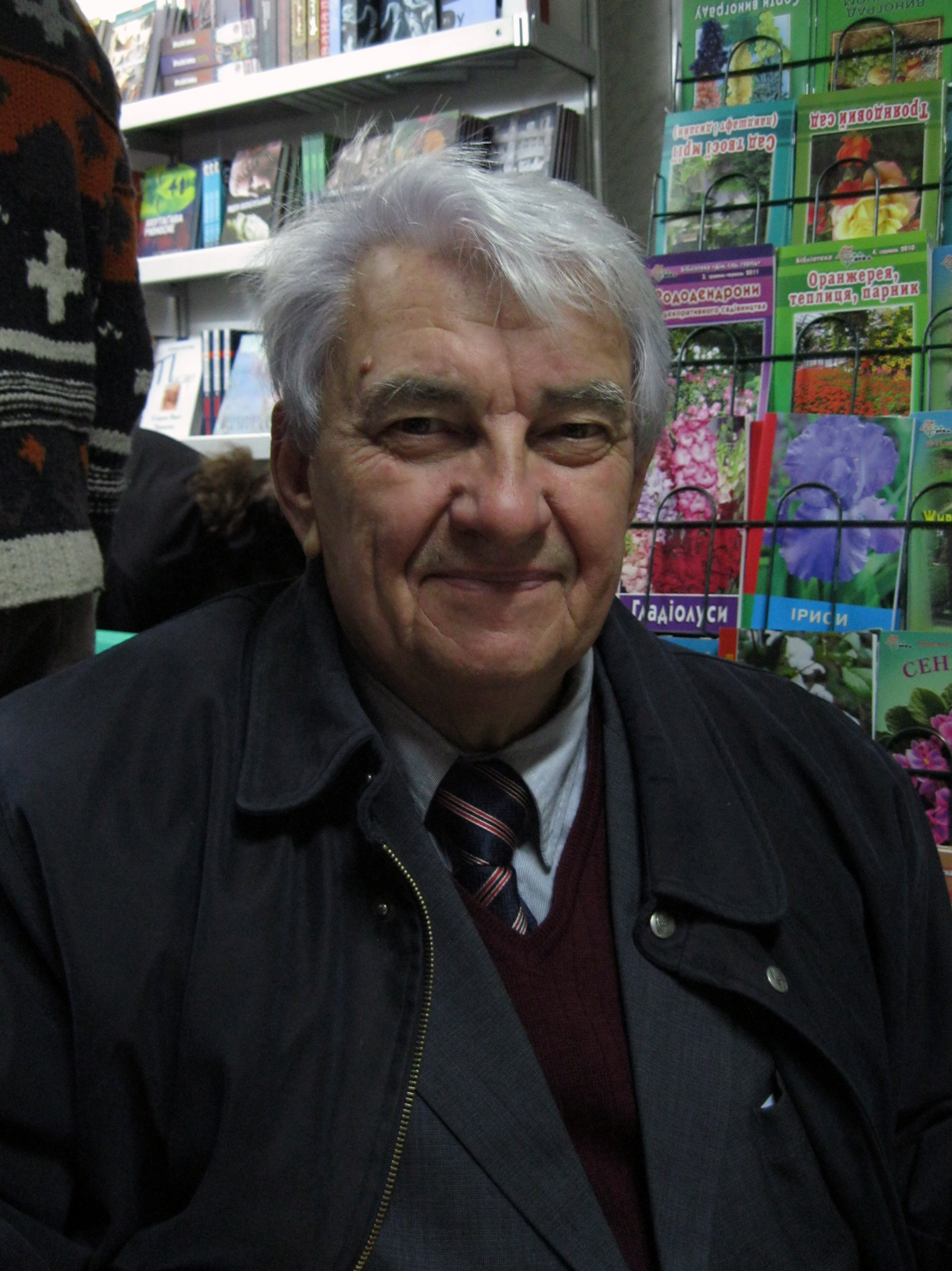
Вадим Крищенко

За час, який минув з моменту заснування премії, лауреатами премії стали відомі письменники, художники, актори, композитори — біля 60-ти осіб, а саме:
- колектив акторів Одеського театру юного глядача за майстерне сценічне втілення образів літературних героїв Нечуй-Левицького;
- Народний муніципальний аматорський хор з міста Біла Церква «Від серця до серця» (художній керівнику хору В.Клюєв) (2012);
- письменники Галина Тарасюк, Андрій Гудима, Олександр Сизоненко, Валентин Чемерис, Віктор Гаман, Олександра Бакуменко, Віктор Бойко, Олекандр Виговський;
- поети, журналісти, перекладачі: Павло Глазовий, Леонід Горлач, Микола Луків (2004), Вадим Крищенко, Михайло Шевченко, Станіслав Шевченко, Євген Нефьодов (Росія), Дмитро Іванов, Мирослав Лазарук, Віктор Погрібний, Іван Білий (2010)[3], Олексій Довгий (2010)[3], Володимир Бурбан (2004), Анатолій Кульчицький;
- журналіст Володимир Стадниченко;
- композитори Віталій Кирейко та Олександр Бурміцький,
- Композитор, співак Микола Свидюк (2004);
- режисер Олексій Кужельний;
- художники Петро Печорний, Василь Перевальський, Тарас Джус, Юрій Камишний;
- драматург, народна артистка України Лариса Хоролець;
- мистецтвознавець Дмитро Степовик;
- літературознавець, критик Володимир Поліщук (2004);
- дослідник театру, музики, літератури Володимир Корнійчук;
- музикознавці Володимир Кушпет, Валентина Макарова (2004), Людмила Макарова (2004);
- співак Григорій Гаркуша;
- музикант, артист ансамблю народних інструментів «Рідні наспіви» Борис Матвійчук;
- краєзнавець Вадим Мицик;
- директор Інституту культурологічних та етнополітичних досліджень МАУП, професор Василь Яременко (2006)[4];
- бандурист-віртуоз, співак, кандидат мистецтвознавства (Доктор філософії), заслужений артист України Тарас Яницький;
- кобзарі Василь і Микола Литвини, Віктор Лісовий, Василь Нечепа;
- народні майстри Микола і Олександр Пошивайли;
- хранителі й пропагандисти творчого спадку Михайла Коцюбинського — Юлій Коцюбинський та Івана Нечуя-Левицького — Сергій Хаврусь;
- майстрині народного декоративного мистецтва з селища Петриківка Дніпропетровської області Панко Валентина Федорівна та Назаренко Галина Олексіївна (2010)[3];
- український літератор, журналіст з міста Кременчука Полтавської області Федір Чужа.